# Aleksandr Dianin

Bisfenol A

Aleksandr P. Dianin, nascut el 1851 i traspassat el 1918, fou un químic rus de Sant Petersburg. Fou el primer a sintetitzar el bisfenol A.

## Biografia
Dinanin fou alumne, ajudant i successor d'Aleksandr Borodín en la càtedra de l'Acadèmia de Cirurgia i Medicina, i es casà amb una filla adoptiva de Borodin.

## Obra
Dianin sintetitzà el bisfenol A, o BPA, el 1891 és preparat per condensació d'un mol d'acetona (d'aquí el sufix A en el nom) amb dos mols de fenol. La reacció és catalitzada per un àcid, com l'àcid clorhídric, HCl. També sintetitzà un derivat seu, el (4-p-hidroxifenil-2,2,4-trimetilcromà), anomenat compost de Dianin sintetitzat el 1914 per condensació de bisfenol A i acetona.